# René Rossignol
René Rossignol, né en 1920 à Vendres et mort le 10 septembre 1954, était un footballeur professionnel français évoluant au poste de milieu de terrain.
Joueur du Nîmes Olympique, il fait partie de l'équipe dirigée par Pierre Pibarot vainqueur du Championnat de 2e division de 1950, et qui la saison suivante pour sa première saison en D1 parvient à se hisser à la 4e place du classement.
Pour la saison 1953-1954 il quitte le Gard et rejoint le FC Grenoble.

## Palmarès
- Champion de France de D2 avec le Nîmes Olympique en 1950